# アレックス・アントール
アレックス・アントール（Alex Antor、1979年4月1日 - ）はアンドラの男子アルペンスキー選手。フランスのオード県ナルボンヌ出身。
2002年ソルトレークシティオリンピックと2006年トリノオリンピックに出場しており、トリノ大会では、開会式で選手団の旗手を務めた。2006年にはアルペンスキー・ワールドカップにも初出場した。
しかし2006年シーズンを最後にアルペンスキー競技からは身を引き、現在はモトクロスを行っている。